# Kardos István (újságíró)
Kardos István (Szécsény, 1893. július 25. – Buchenwaldi koncentrációs tábor, 1945. április 9.) hírlapíró, kritikus, lapszerkesztő.

## Élete
Kardos (Kohn) Sándor (1859–1942) orvos és Hoffmann Malvina fia. Előbb jogi, majd orvosi pályára készült. Egyetemi tanulmányait azonban az első világháború miatt abbahagyta. A fronton kétszer is megsebesült. Mint rokkantat Budapestre helyezték, ahol 1915-ben a Pesti Napló munkatársa lett. 1918-ban megalapította és szerkesztette a Komédia című színházi lapot, amelyet azonban a Tanácsköztársaság idején kommunistaellenes nézetei miatt beszüntettek. A kommün bukása után a lapot Színházi Világ címmel szerkesztette tovább. 1922-ben az Érdekes Újság színházi mellékletének szerkesztője lett. 1924-ben a meginduló Esti Kurír szerkesztőségébe lépett, ahol a Függöny mögött című rovatot vezette. 1938-ban áttért a római katolikus hitre. 1944-ben deportálták.
Első felesége Pollák Jolán volt, akivel 1925-ben néhány hónapig élt házasságban, majd elvált tőle. Második házastársa Kovács Lídia volt, Kovács Gyula és Reisz Julianna lánya, akit 1931. november 10-én Budapesten, az Erzsébetvárosban vett nőül.

## Művei
- Fáradt alvók (novellák, 1913)
- Függöny mögött (1927)